# Ernstita
L'ernstita és un mineral de la classe dels fosfats. Va ser anomenada en honor de Karl Theodor Heinrich Ernst (1904-1983), professor de mineralogia a la Universitat d'Erlangen-Nuremberg (Alemanya).

## Característiques
L'ernstita és un fosfat de fórmula química (Mn2+,Fe3+)Al(PO₄)(OH,O)₂·H₂O. Cristal·litza en el sistema monoclínic. Els seus cristalls mostren les cares {110}, {211}, i {211}, rarament {100} i {010}, de fins a 15 mm, en agregats radials. La seva duresa a l'escala de Mohs és de 3 a 3,5.
Segons la classificació de Nickel-Strunz, l'ernstita pertany a «08.DD - Fosfats, etc, només amb cations de mida mitjana, (OH, etc.):RO₄ = 2:1» juntament amb els següents minerals: chenevixita, luetheïta, acrocordita, guanacoïta, aheylita, calcosiderita, faustita, planerita, turquesa, afmita, childrenita i eosforita.

## Formació i jaciments
L'ernstita es forma per l'oxidació de l'eosforita, originalment en una pegmatita granítica. Va ser descoberta a granja Davib East 61, al districte de Karibib (Erongo, Namíbia). També ha estat descrita a Alemanya, Austràlia, el Brasil, el Canadà, Espanya, els Estats Units i Finlàndia.